# Nerodia cyclopion
Espèce
Synonymes
- Tropidonotus cyclopion Duméril, Bibron & Duméril, 1854
- Natrix cyclopion (Duméril, Bibron & Duméril, 1854)

Statut de conservation UICN

 LC  : Préoccupation mineure
Nerodia cyclopion est une espèce de serpents de la famille des Natricidae.

## Répartition
Cette espèce est endémique des États-Unis. Elle se rencontre dans le sud de la Caroline du Sud, dans le nord-ouest de la Floride, dans le Sud de l'Alabama, en Géorgie, dans l'est du Texas, en Louisiane, dans l'Arkansas, dans le sud-est du Missouri, dans le Sud de l'Illinois, dans le Mississippi, dans l'ouest du Tennessee et dans l'Ouest du Kentucky.

## Publication originale
- Duméril, Bibron & Duméril, 1854 : Erpétologie générale ou histoire naturelle complète des reptiles. Tome septième. Première partie, p. 1-780 (texte intégral).